# 錫奧島
錫奧島是印度尼西亞北蘇拉威西省的島嶼，屬於桑義赫群島的一部分，位於蘇拉威西島北端的西里伯斯海海域，島上北部的卡蘭吉田火山是印尼最活躍的火山之一，島上有約五萬名居民。

## 外部連結
- Trip to Siau Island （页面存档备份，存于）
- （页面存档备份，存于）

2°45′N 125°24′E / 2.750°N 125.400°E